# 日本の国際線のある空港の一覧
日本の国際線のある空港の一覧（にほんのこくさいせんのあるくうこうのいちらん）本項では、日本において国際線のある空港を示す。

## 空港

### 北海道
- 新千歳空港
- 函館空港
- 旭川空港

### 東北
- 仙台空港
- 秋田空港
- 青森空港
- 福島空港
- 花巻空港

### 関東
- 東京国際空港
- 成田国際空港
- 茨城空港

### 中部
- 中部国際空港
- 新潟空港
- 富山空港
- 小松空港
- 静岡空港

### 近畿
- 関西国際空港
- 神戸空港

### 中国
- 広島空港
- 岡山空港
- 米子空港

### 四国
- 高松空港
- 松山空港
- 徳島空港

### 九州
- 福岡空港
- 熊本空港
- 長崎空港
- 宮崎空港
- 佐賀空港
- 大分空港
- 鹿児島空港
- 那覇空港
- 石垣空港
- 下地島空港